# Ivo Škarić (košarkaš)
Ivo Škarić je hrvatski bivši košarkaš.
Igrao je 1970-ih i početkom '80-ih.

## Igračka karijera

### Klupska karijera
U karijeri je igrao za splitsku Jugoplastiku. 
S Jugoplastikom je igrao u finalu Kupa europskih prvaka 1971./72. godine. U sastavu su još bili Petar Skansi, Rato Tvrdić, Damir Šolman, Zdenko Prug, Mihajlo Manović, Lovre Tvrdić, Dražen Tvrdić, Duje Krstulović, Mirko Grgin, Drago Peterka, Branko Macura, Zoran Grašo, a sastav je vodio Branko Radović.
1972./73. je s Jugoplastikom igrao u finalu Kupa pobjednika kupova. U sastavu su još igrali Rato Tvrdić, Damir Šolman, Mihajlo Manović, Duje Krstulović, Lovre Tvrdić, Zdenko Prug, Dražen Tvrdić, Mirko Grgin, Branko Macura, Mlađan Tudor, Zoran Grašo, a vodio ih je Srđan Kalember.
1975./76. je osvojio s Jugoplastikom Kup Radivoja Koraća. U sastavu su još igrali Željko Jerkov, Rato Tvrdić, Mlađan Tudor, Mirko Grgin, Duje Krstulović, Damir Šolman, Ivo Bilanović, Branko Macura, Branko Stamenković, Ivica Dukan, Mihajlo Manović, Slobodan Bjelajac, Damir Šolman, Drago Peterka, a vodio ih je Petar Skansi.